# Surviving Summer
Surviving Summer är en australisk-tysk tonårsdramaserie, som hade premiär på Netflix den 3 juni 2022. Seriens första säsong består totalt av tio avsnitt. En av seriens stora huvudroller spelas av Sky Katz.
I november 2022 stod det klart att serien skulle förnyas med en andra säsong. Den nya säsongen hade premiär på Netflix den 15 september 2023.

## Handling
Seriens handling kretsar mestadels kring tonårstjejen Summer Torres, som en dag, efter att ha blivit avstängd från sin skola hemma i Brooklyn, skickas tvärs över Stilla havet till Australien, där hon får bo i den minst sagt sömniga småstaden Shorehaven, hos en gammal vän till sin mamma. Väl där hamnar hon i en klick med flera duktiga tävlingssurfare, där hon bland annat lär känna en kille vid namn Ari Gibson, som börjar komma på bättringsvägen efter en skada.

## Rollista
| Roll          | Skådespelare         | Svensk röst          |
| ------------- | -------------------- | -------------------- |
| Summer Torres | Sky Katz             | Matilda Smedius      |
| Ari Gibson    | Kai Lewins           | Melker Duberg        |
| Poppi Tetanui | Lilliana Bowrey      | Mika Kamiyasu Nordin |
| Marlon Sousa  | Joao Gabriel Marinho | Carlos Romero Cruz   |
| Bodhi Mercer  | Savannah La Rain     | Tina Pour-Davoy      |
| Manu Tetanui  | Chris Alessio        | Mikael Regenholz     |